# José María Avendaño Perea
José María Avendaño Perea (ur. 25 kwietnia 1957 w Villanueva de Alcardete) – hiszpański duchowny katolicki, biskup pomocniczy Getafe od 2022.

## Życiorys

### Prezbiterat
Święcenia kapłańskie przyjął 14 marca 1987 i został inkardynowany do archidiecezji madryckiej. W 1991 został prezbiterem nowo powstałej diecezji Getafe. Przez kilkanaście lat pracował duszpastersko, a w 2004 otrzymał nominację na wikariusza generalnego diecezji. Był też delegatem biskupim ds. duszpasterstwa społecznego (2002–2018) oraz wikariuszem ds. duchowieństwa (2018–2022).

### Episkopat
30 września 2022 papież Franciszek mianował go biskupem pomocniczym diecezji Getafe ze stolicą tytularną Illiberi. Sakry udzielił mu 26 listopada 2022 biskup Ginés Ramón García Beltrán.